# Salamanca (Madrid)
El districte de Salamanca és un dels 21 districtes que formen el municipi de Madrid (any 2005). Deu el seu nom al seu constructor, el malagueny José de Salamanca y Mayol, Marquès de Salamanca, que el va erigir en el segle xix. Té una superfície de 538,72 ha i una població de 147.707 habitants segons el cens de l'INE de 2008.

## Límits

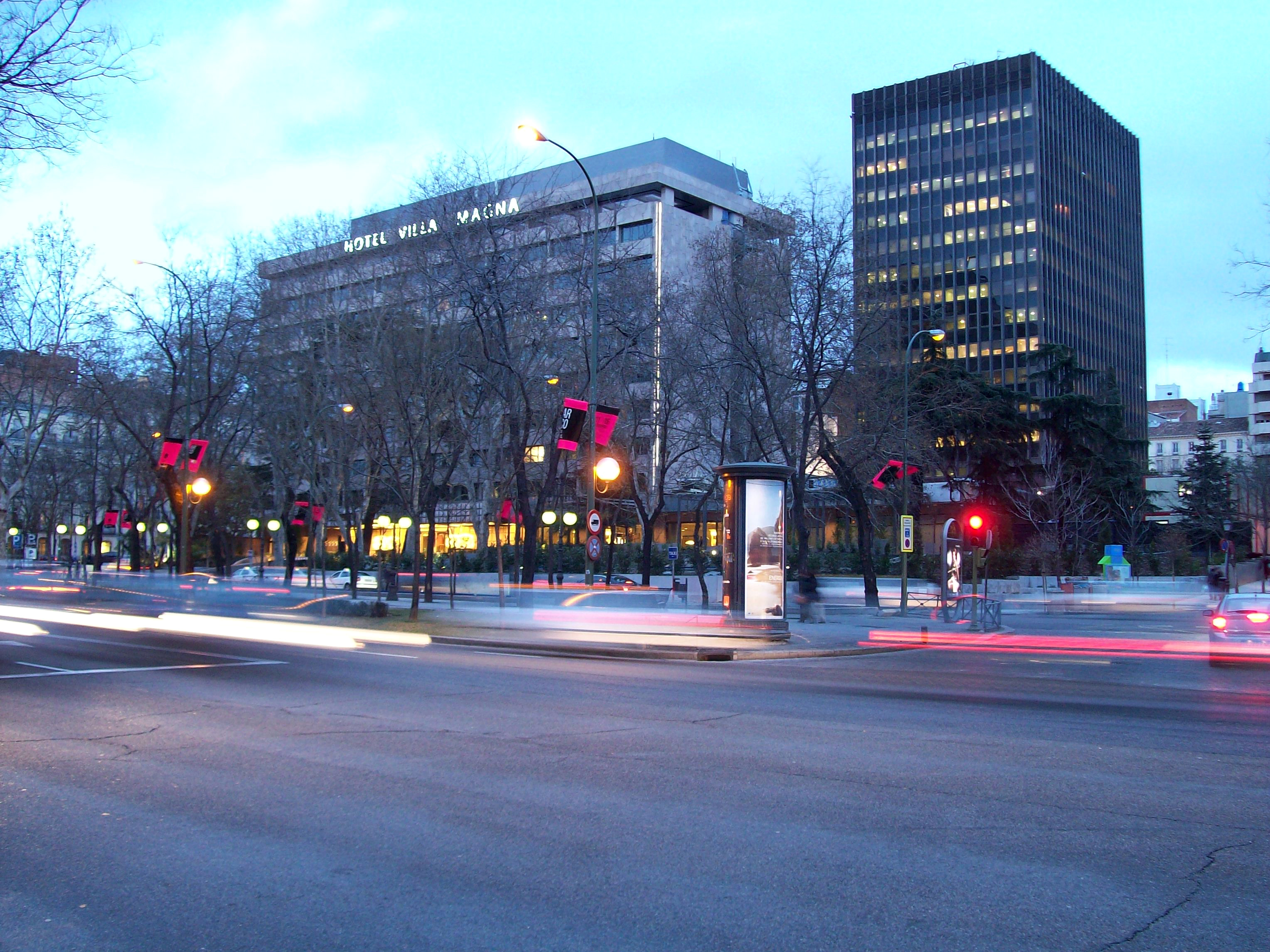
Ps de la Castellana.

La seva ubicació geogràfica ve definida pels carrers limítrofs: 
- Per l'oest, el Passeig de Recoletos i el Passeig de la Castellana.
- Pel sud, el carrer Alcalá i el Carrer O'Donnell.
- Per l'est, l'Avinguda de la Pau (M-30).
- Pel nord, el carrer María de Molina i Avinguda d'Amèrica.

## Barris

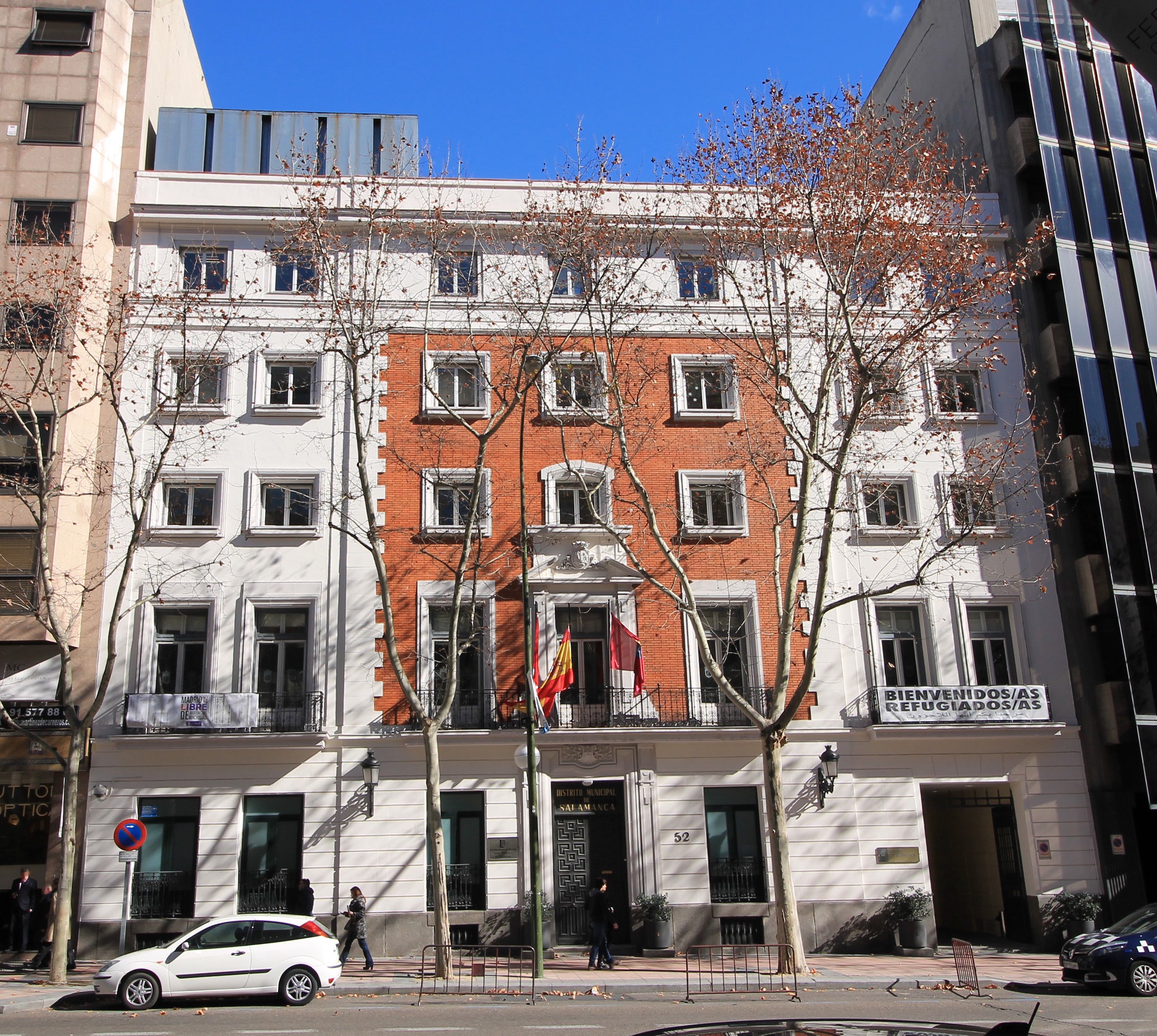
Junta Municipal del districte.

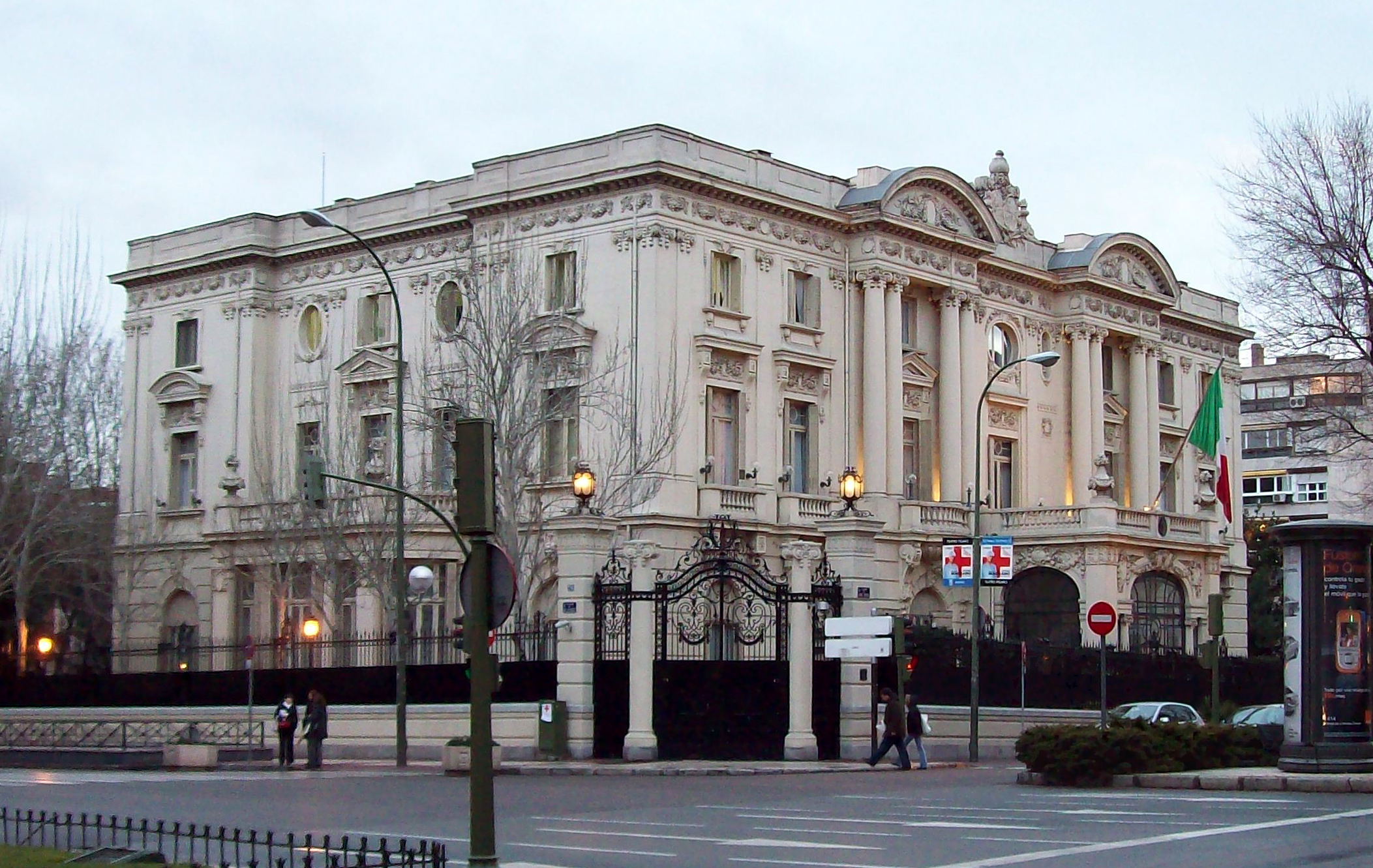
Palau d'Amboage.

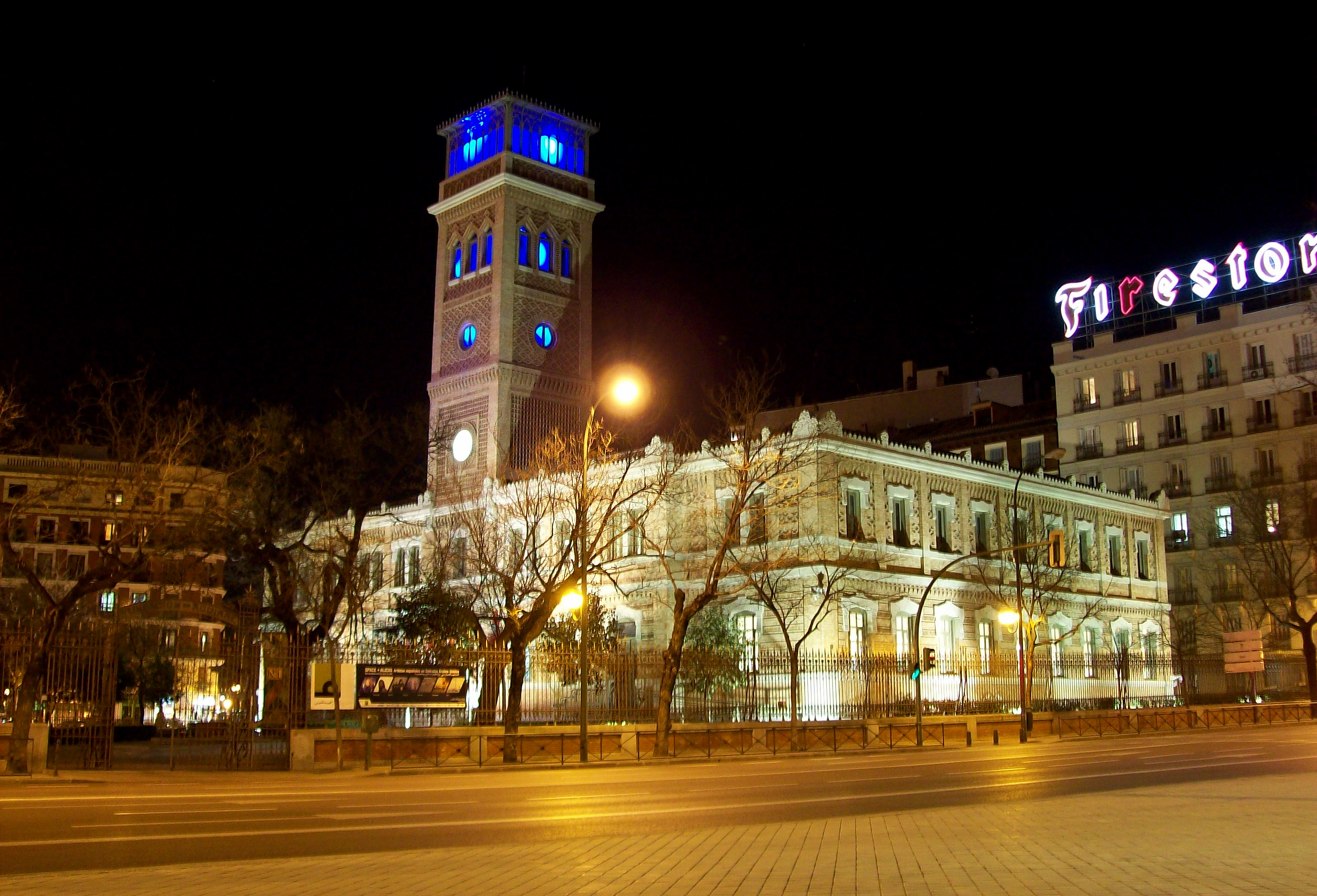
Escoles Aguirre.

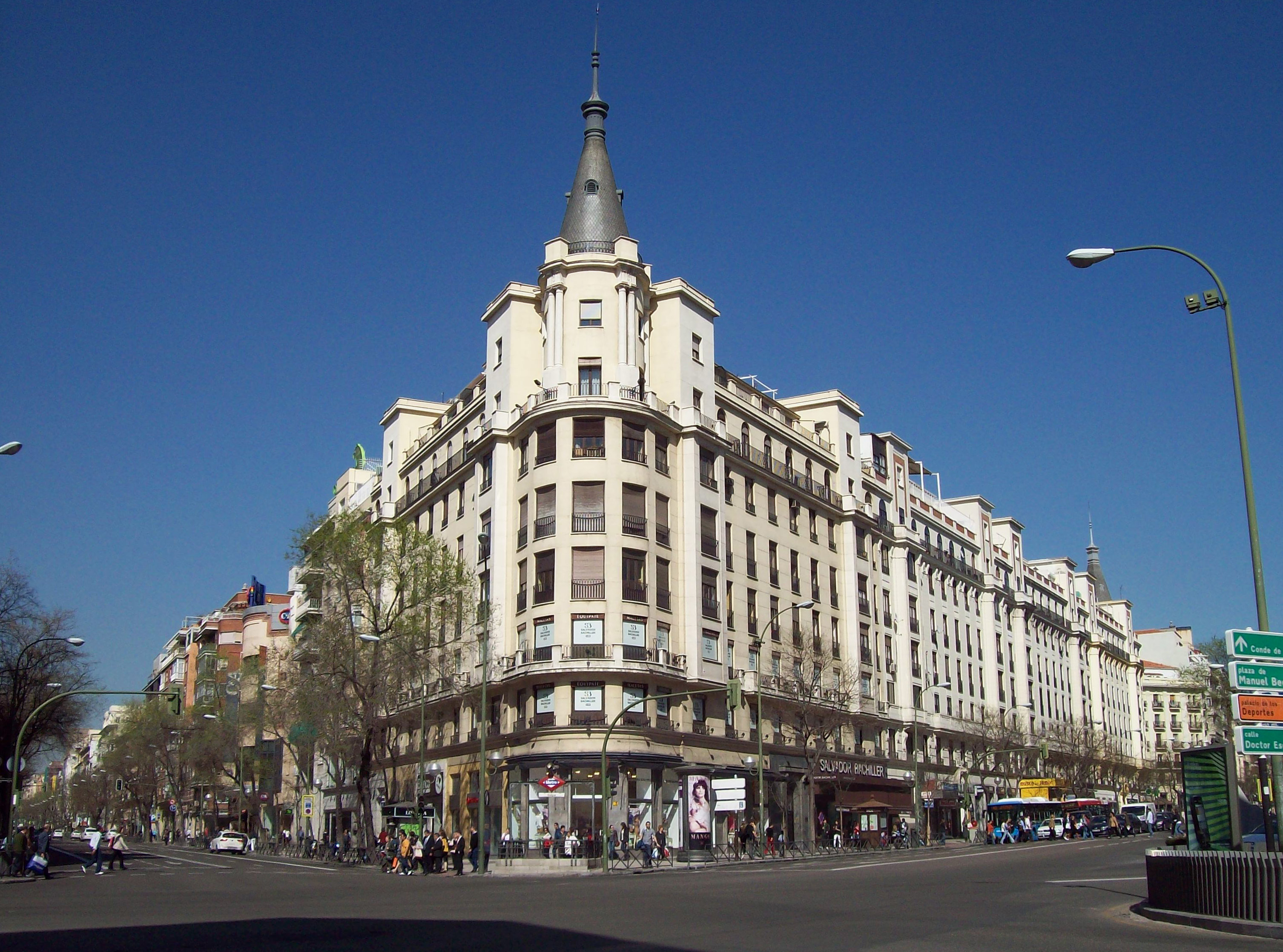
Carrer d'Alcalá.

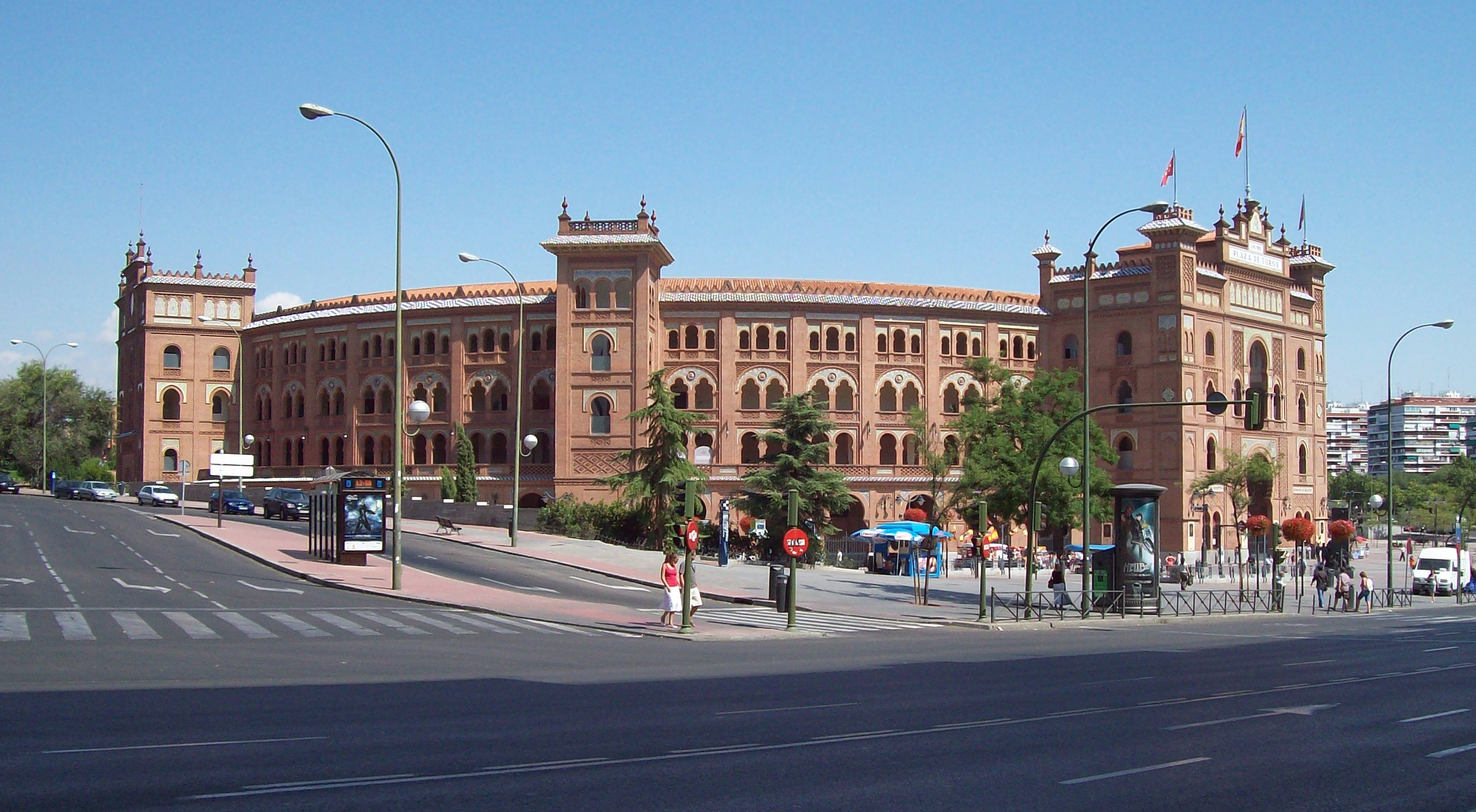
Las Ventas.

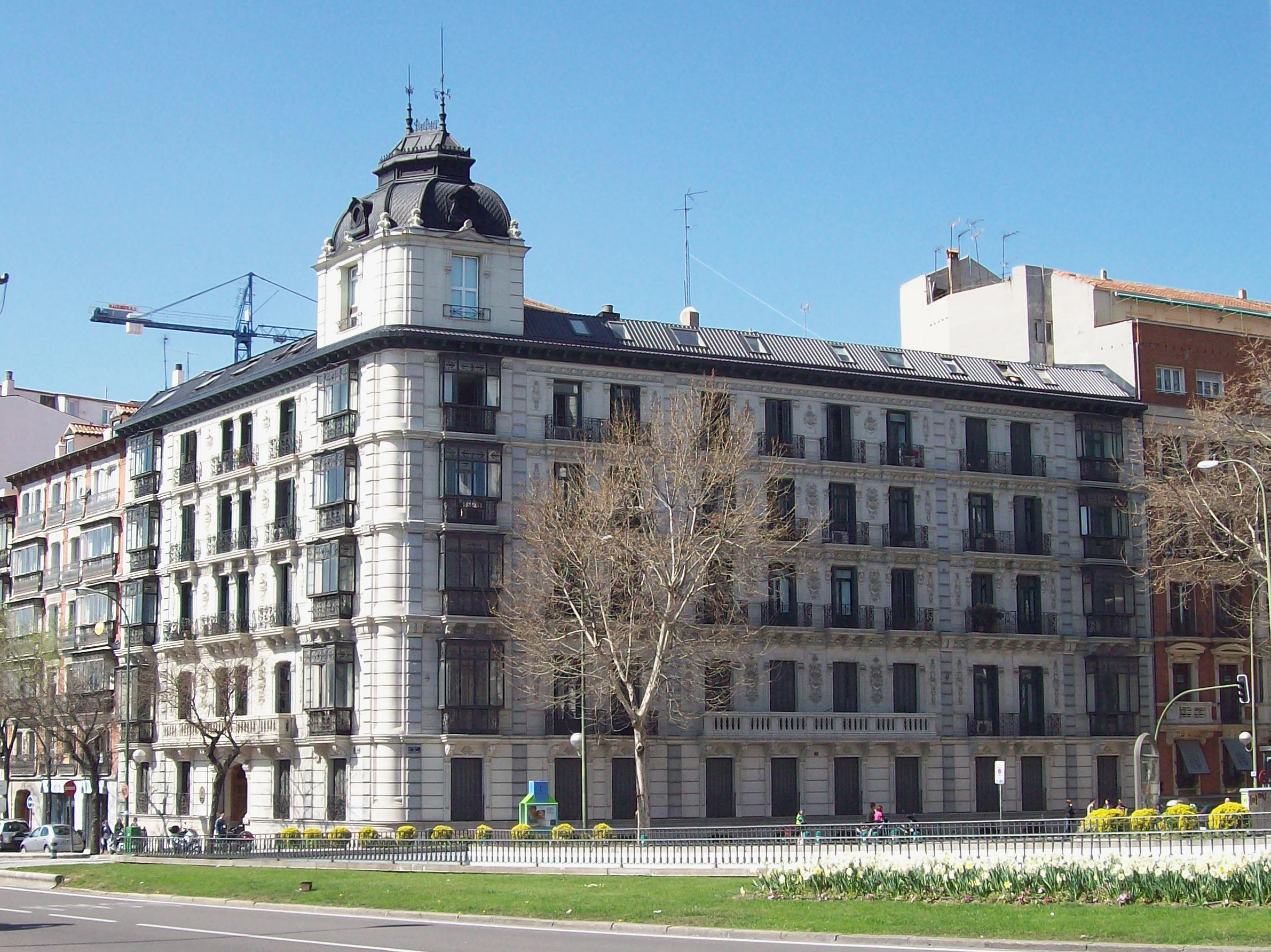
Casa-Palau de F. Ortiz.

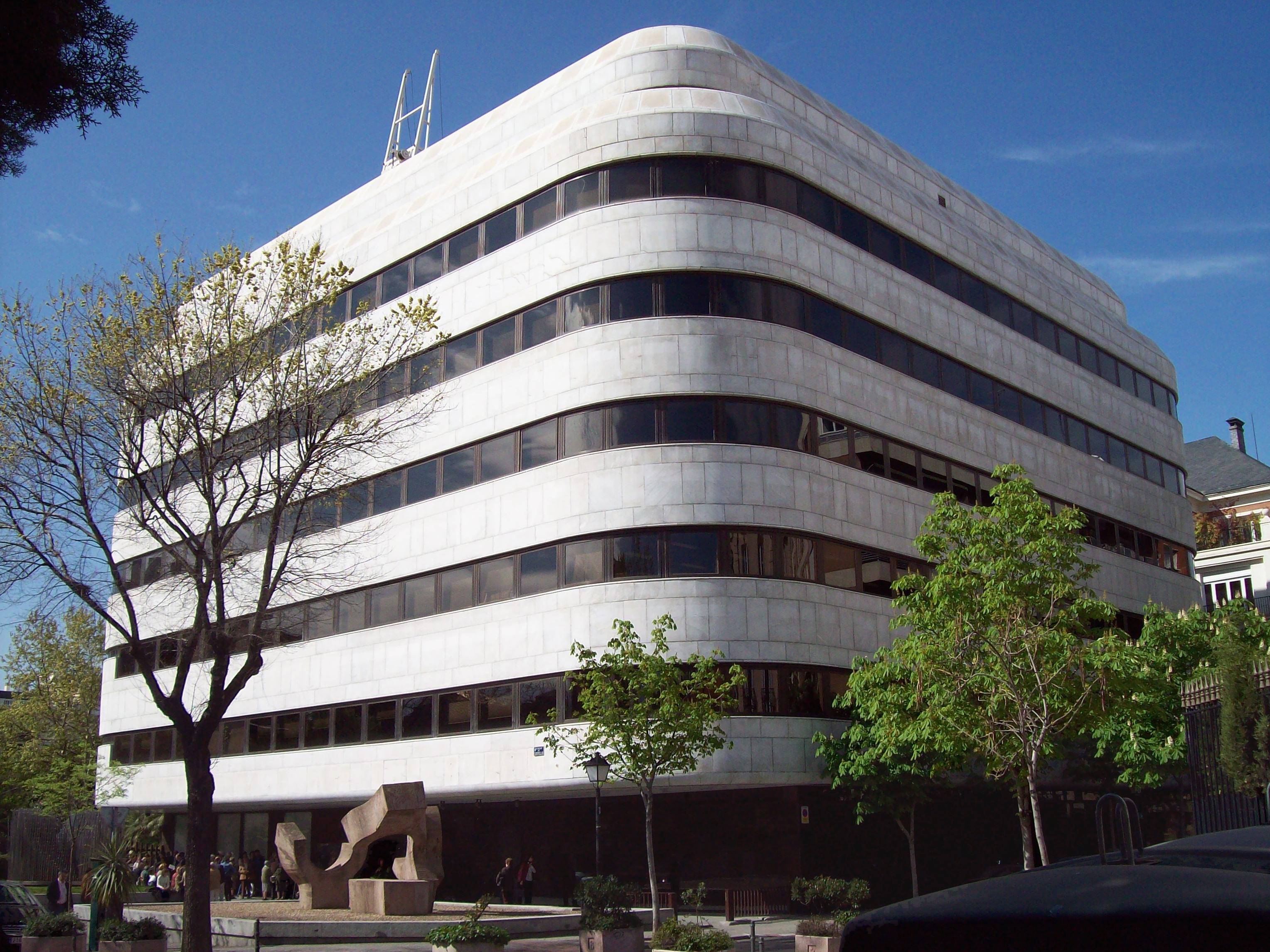
Fundació March.

Administrativament, es divideix en els barris:
- Recoletos (41), situat entre els carrers Menéndez Pelayo, Príncipe de Vergara, D. Ramón de la Cruz, Ps de la Castellana, Ps de Recoletos, Alcalá i O'Donnell (en el mapa de districtes, a baix a l'esquerra).
- Goya (42), situat entre els carrers O'Donnell, Doctor Esquerdo, D. Ramón de la Cruz, Príncipe de Vergara i Menéndez Pelayo (en el mapa de districtes, a baix al centre).
- Fuente del Berro (43), situat entre els carrers Doctor Esquerdo, O'Donnell, Avda. de la Paz i Alcalá (en el mapa, abaic a la dreta).
- Guindalera (44), situat entre els carrers Francisco Silvela, Alcalá, Avda. de la Paz i Avda. de América. A La Guindalera s'inclou el sub-barri popularmente conegut com a Parque de las Avenidas, que constitueix l'última ampliació de La Guindalera (en el mapa, dalt a l'esquerra). Al seu voltant s'hi trobava la Colonia de Madrid Moderno.
- Lista (45), situat entre els carrers María de Molina, Francisco Silvela, D. Ramón de la Cruz i Príncipe de Vergara (en el mapa, dalt al centre).
- Castellana (46), situat entre el Ps de la Castellana, D. Ramón de la Cruz, Príncipe de Vergara i María de Molina (en el mapa, dalt a l'esquerra).

## Història
Al nord-est del centre històric, la zona més antiga del districte va ser ordenada pel Pla Castro de 1860, estant superat aquest pla en 1927, quan es va urbanitzar per complet. La Guindalera i la Fuente del Berro formen part de desenvolupament fora de les rondes.
A la zona emmarcada pels carrers Villanueva, Claudio Coello i Goya es conserven els habitatges característics de l'arquitecte Lecumberri amb amplis portals per a carruatges, patis interiors i una altura màxima entre 3 i 4 plantes. Existeix un edifici de l'època de l'eixample, de principis del segle xx al carrer Villanueva entre Lagasca i Claudio Coello, que en el seu temps va ser un hotel i se segueix conservant en el seu estat original.
A la plaça de la Independència, enfront del Retir va haver-hi una plaça de toros, que cap a 1874 es va derrocar, edificant-se una nova en l'avinguda de Felip II. Al seu torn va ser derrocada aquesta (cap a 1930) i en el seu solar s'aixecaria un palau dels esports, que a principis del segle xxi (2001) va resultar destruït per un incendi, produït durant unes reparacions, i que després es reedificaria. La nova plaça de toros, l'actual Plaça de las Ventas, es va edificar també en el districte (Barri de la Guindalera).
A la zona sud del districte de Salamanca existia una estació de ferrocarril (estació de Goya) on tenia el seu terme la línia de l'antic ferrocarril d'Arganda, part del traçat de la qual ha estat aprofitat per a l'ampliació de la línia 9 del Metro de Madrid.

## Eleccions municipals 2011
El Barri de Salamanca ha estat tradicionalment el major feu del Partit Popular a la capital espanyola, i així ho va seguir sent en les eleccions municipals de 2011, en les quals el Partit Popular va obtenir el 64% dels vots, encara que en 2007 el percentatge va ser del 72%, la qual cosa donava el millor resultat a aquesta formació entre els districtes madrilenys. El PSOE per la seva banda es va quedar en el 14% (enfront del 18% de 2007), passant així les altres formacions del 10% de 2007 al 21% en 2011, sent més representatives aquestes últimes atès que la participació va ser major.

## Transports
El districte és creuat per les línies de metro 2, 4, 5, 6, 7 y 9, la línia 10 arriba la cantonada nord-oest, encara que no el creua. La línia de rodalia que uneix Atocha i Chamartín per Recoletos també té una estació (Recoletos) en el seu límit oest. Les estacions al districte són (entre parèntesis la línia de metro o C, estació de Rodalies):
- Avenida de América (4, 6, 7, 9)
- Diego de León (4, 5, 6)
- Goya (2, 4)
- Gregorio Marañón (7, 10)
- Lista (4)
- Núñez de Balboa (5, 9)
- O'Donnell (6)
- Parque de las Avenidas (7)
- Príncipe de Vergara (2, 9)
- Recoletos (C)
- Retiro (2)
- Rubén Darío (5)
- Serrano (4)
- Velázquez (4)